# Christoph Reichmann
Christoph Reichmann (* 14. Mai 1950 in Haldern) ist ein deutscher Ur- und Frühgeschichtler, provinzialrömischer Archäologe und ehemaliger Museumsleiter des Museumszentrums Burg Linn in Krefeld am Niederrhein.

## Leben und Wirken
Christoph Reichmann wurde 1950 in Haldern geboren, einer kleinen, damals noch selbständigen Gemeinde, die seit 1975 ein Stadtteil von Rees am rechten Niederrhein ist. Er besuchte das katholische Gymnasium Collegium Augustinianum Gaesdonck in Gaesdock, einem Stadtteil von Goch am linken Niederrhein. Schon in früher Jugend, ab dem 14. Lebensjahr, begann er, die umliegenden Landschaften nach Relikten des Zweiten Weltkrieges abzusuchen und diese zu sammeln. Auf einer Wanderung durch die Eifel sammelte er zahlreiche Artefakte der Schlacht im Hürtgenwald, mit denen er bereits als Siebzehnjähriger eine private Ausstellung organisierte. Nach dem Abitur studierte er Ur- und Frühgeschichte an der Universität Münster, wo er 1976 mit der Arbeit Zur  Besiedlungsgeschichte des Lippemündungsgebietes während der jüngeren vorrömischen Eisenzeit und der ältesten römischen Kaiserzeit promoviert wurde.
Als junger Wissenschaftler arbeitete er bei der archäologischen Denkmalpflege des Landschaftsverbands Rheinland (LVR) im rheinischen Braunkohlenrevier, anschließend war er Referent für Bodendenkmalpflege beim damals in Münster beheimateten LWL-Museum für Archäologie, wobei er unter anderem an den archäologischen Ausgrabungen von bronzezeitlichen Siedlungen bei Bocholt und Telgte beteiligt war.
1980 lernte er Renate Pirling kennen, die ihn dazu bewegte, 1981 als ihr Stellvertreter zum Museumszentrum Burg Linn zu wechseln. Arbeitsteilig kümmerten sich die beiden in den folgenden anderthalb Jahrzehnten um die archäologischen Hinterlassenschaften auf Krefelder Boden. Während Renate Pirlings Fokus auf dem römisch-fränkischen Gräberfeld von Gellep lag, widmete sich Christoph Reichmann vorrangig der Erforschung der Anlagen des römischen Auxiliarlagers Gelduba und der Differenzierung seiner verschiedenen Bauphasen. Neben seinen Forschungen im Auxiliarlager legte er unter anderem auch 1988 das Heiligtum von Elfrath frei. Nach der Pensionierung Pirlings im Jahre 1996 wurde Reichmann ihr Nachfolger als Leiter des Museumszentrums. Er übte dieses Amt zwanzig Jahre lang bis zu seiner eigenen Pensionierung im Jahr 2016 aus, blieb aber der Krefelder Archäologie auch als Pensionär ehrenamtlich tief verbunden.
Die Zahl seiner wissenschaftlichen Publikationen beläuft sich mittlerweile auf mehr als 200.

## Auszeichnungen
- 1989: Albert-Steeger-Stipendium des Landschaftsverbandes Rheinland[3]
- 2015: Festschrift anlässlich seines 65. Geburtstags[9]

## Schriften (Auswahl)
- Zur Besiedlungsgeschichte des Lippemündungsgebietes während der jüngeren vorrömischen Eisenzeit und der ältesten römischen Kaiserzeit. Ein Beitrag zur archäologischen Interpretation schriftlicher Überlieferung. Dambeck, Wesel 1979, ISBN 978-3-921660-02-7,(Druck der Dissertation von 1976).
- Krefeld-Gellep. Römisches Auxiliarkastell. In: Heinz-Günter Horn (Hrsg.): Die Römer in Nordrhein-Westfalen. Lizenzausgabe der Auflage von 1987. Nikol, Hamburg 2002, ISBN 3-933203-59-7, S. 529–534.
- Krefeld-Gellep. Der Vicus. In: Heinz-Günter Horn (Hrsg.): Die Römer in Nordrhein-Westfalen. Lizenzausgabe der Auflage von 1987. Nikol, Hamburg 2002, ISBN 3-933203-59-7, S. 534.
- Die spätantiken Befestigungen von Krefeld-Gellep. In: Archäologisches Korrespondenzblatt 17 (1987), S. 507–521.
- Gellep und die Legende vom Martyrium der Thebäischen Legion. In: Gundolf Precht, Hans Joachim Schalles (Hrsg.): Spurenlese. Beiträge zur Geschichte des Xantener Raumes. Rheinland-Verlag Köln, Bonn 1989, S. 215–234.
- Das Heiligtum in Krefeld-Elfrath. In: Die Heimat, Jahrgang 62 (1991). Krefeld, ISSN 0342-5185, S. 144–161.
- Römerzeit. In Reinhard Feinendegen und Reinhard Vogt (Hrsg.): Krefeld. Die Geschichte der Stadt. Band 1: Von der Frühzeit bis zum Mittelalter. Stadt Krefeld, Krefeld 1998, ISBN 3-9804181-6-2, S. 112–173.
- Gelduba im 4. Jahrhundert. In: Clive Bridger, Karl-Josef Gilles (Hrsg.): Spätrömische Befestigungsanlagen in den Rhein- und Donauprovinzen (= BAR International Series 704). Oxford 1998, S. 23–34.
- Archäologische Spuren der sogenannten Bataverschlacht vom November 69 n.Chr. und von Kämpfen des 3. Jahrhunderts n.Chr. im Umfeld des Kastells Gelduba (Krefeld-Gellep). In: Wolfgang Schlüter, Rainer Wiegels (Hrsg.): Rom, Germanien und die Ausgrabungen von Kalkriese. Internationaler Kongress der Universität Osnabrück und des Landschaftsverbandes Osnabrücker Land e.V. vom 2. bis 5. September 1996. Rasch, Osnabrück 1999, ISBN 978-3-932147-25-8, S. 97–114.
- 333 – bei Issos Keilerei. 200 Jahre Geschichtsunterricht am Niederrhein. Stadt Krefeld, Krefeld 2007, ISBN 978-3-935526-12-8.
- Museum Burg Linn. Schnell und Steiner, 4. Auflage, Regensburg 2008, ISBN 978-3-7954-5290-2.
- Siegfried und die Nibelungen. Einem Mythos auf der Spur. Ed. Archaea, Schwelm 2013, ISBN 978-3-89972-301-4.
- Römer und Franken am Niederrhein. Nünnerich-Asmus, Oppenheim 2014, ISBN 978-3-943904-57-4.
- Archäologie in Krefeld. Neuere Forschungsergebnisse der Krefelder Stadtarchäologie. Ed. Archea, Gelsenkirchen, Schwelm 2014, ISBN 978-3-89972-302-1.